# Фра Бартоломео
Фра Бартоломео (итал. Fra Bartolommeo;  Фиренца, 28. март 1472 — Фиренца, 31. октобра 1517) био је италијански сликар ренесансе претежно религиозне тематике. Фра Бартоломео је учио сликарство у радионици Козима Розелија да би након обуке отворио радионицу заједно са сликарем Мариотом Албертинелијем. 

## Биографија
Бартоломеови рани радови као што је Богојављање су под утицајем уравнотежених композиција умбријског сликара Перуђина и сфумата Леонарда да Винчија. Године 1499. Бартоломео је добио наруџбу за израду монументалне фреске Страшни суд у једној од капела гробница у цркви Санта Марија Нуова. Под утицајем фирентинског доминиканског вјерског реформатора Ђиролама Савонароле, Бартоломео се придружио самостану доминиканског реда 1500. године да би 1501. напустио сликарство. Поново се вратио сликању 1504. године радећи слике углавном вјерског карактера које су биле у служби вјерског реда коме је припадао. Године 1507. је завршио слику под именом Визија св. Бернарда која се сматра његовим доприносом монументалности стила високе ренесансе. 
Године 1508. Бартоломео је у посјети Венецији гдје асимилира колоризам венецијанских сликара. Убрзо по повратку у Фиренцу, насликао је групу слика са религиозном тематиком које карактерише уравнотежена композиција и атмосферска густина постигнута употребом Леонардовг сфумата. Међу тим дјелима се истичу Бог Отац са св. Катарином од Сијене и Маријом Магдаленом из 1509. године и Мистична вјеридба св. Катарине (1512. године).